# Saropogon hispanicus
Saropogon hispanicus är en tvåvingeart som beskrevs av Gabriel Strobl 1906. Saropogon hispanicus ingår i släktet Saropogon och familjen rovflugor.
Artens utbredningsområde är Spanien. Inga underarter finns listade i Catalogue of Life.